# Фори, Эстебан
Химен Эстебан Фори Мехия (исп. Jimer Esteban Fory Mejía; Пустой шаблон {{ВД-Преамбула}} ) — колумбийский футболист, полузащитник клуба «Индепендьенте Медельин».

## Клубная карьера
Фори — воспитанник клуба «Атлетико Насьональ». 1 ноября 2020 года в матче против «Мильонариос» он дебютировал в Кубке Мустанга. В составе клуба игрок выиграл чемпионат и завоевал Кубок Колумбии. В 2022 году Фори на правах аренды перешёл в «Депортиво Перейра». 20 июля в матче против «Патриотас Бояка» он дебютировал за новый клуб. 28 ноября в поединке против «Индепендьенте Санта-Фе» Химен забил свой первый гол за «Депортиво Перейра».
В начале 2024 года Фори был арендован «Индепендьенте Медельин».

## Достижения
Клубные
 «Атлетико Насьональ»
- Победитель Кубка Мустанга — Апертура 2022
- Обладатель Кубка Колумбии — 2021